# 분리 평등 정책
분리 평등 정책(Separate but equal)은 법적 원칙으로써, 1868년 미국 연방 대법원이 인종 분리 정책이 미국 수정 헌법 제14조에 위배되지 않는다는 판결을 내리면서 등장하였다. 이 원칙에 따르면, 학교와 공공시설, 대중교통, 의료시설, 주거 등에 있어 시설과 서비스의 질이 유사하다면 인종에 따라 사용 구역을 일부 제한하고 분리해도 모두 평등하다고 주장한다. 이 원칙은 1896년 연방 대법원의 플레시 판결을 통해 다시금 재확인되었다. 이런 원칙 하에 정부는 짐크로 법과 인종분리 정책들을 더 착실히 수행하며 심각한 인권침해, 인종차별 문제를 발생케 하였다.
흑인들에게 제공되는 시설과 서비스의 질은 백인의 것에 비해 하찮았으며, 아예 흑인의 사용과 출입을 금지하는 경우가 절대다수였다. 이 정책은 1954년이 돼서야 연방 대법원의 브라운 판결에 의해 폐지되었다. 연방대법원은 아무리 같은 수준의 시설과 서비스를 제공하더라도 백인과 흑인을 분리하는 것 자체가 인종을 차별한다고 보았다. 미국 연방의회가 1964년 민권법을 재정하면서 이 정책은 완전히 말소되었다.

## 1896년미국 연방 대법원의 플레시 대 퍼거슨 사건
1896년 미 연방 대법원의 "플레시 대 퍼거슨 사건" (Plessy v. Ferguson)은 분리 평등 정책을 재확인시킨 판결로 간주된다.

## 같이 보기
- 아파르트헤이트
- 시민결합